# Ślub Sako
Ślub Sako (alb. Dasma e Sakos) – albański film fabularny z roku 1998 w reżyserii Vladimira Priftiego, na podstawie powieści Vatha Koreshiego pod tym samym tytułem.

## Opis fabuły
Akcja filmu rozgrywa się na ziemiach albańskich w XIX stuleciu. Brak w filmie klasycznej fabuły – jest to raczej seria obrazów, których zwieńczeniem jest tragedia, rozgrywająca się w czasie ślubu. Film będący metaforą ludzkiego losu, opowiada o miłości prowadzącej do zagłady i walce jednostki o wolność wbrew obowiązującemu prawu i obyczajom.
Film realizowano w Gjirokastrze.

## Obsada
- Xhevdet Ferri jako Sako
- Elvira Diamanti jako Mukadezi
- Agim Qirjaqi jako adwokat
- Guljelm Radoja jako syn Sako
- Ndriçim Xhepa jako Alush bej
- Tinka Kurti jako Meja
- Albert Verria jako Fatih bej
- Artur Gorishti jako Tafill
- Vasjan Lami jako Ceno
- Alfred Bualoti jako Mihall
- Monika Lubonja jako Jerina
- Guljelm Radoja jako syn Sako
- Neritan Liçaj jako Muçi
- Mehmet Bela jako Haxhi bej
- Marko Arseni jako złotnik
- Fatos Qerimi jako klarnecista
- Ethem Qerimi jako skrzypek
- Zana Prifti jako Grita